# Pelaghia Roşu
Pelaghia Roşu, född 1800, död 1870, var en rumänsk revolutionär. Hon deltog i revolutionsförsöket 1848 och ledde en kvinnobataljon till försvar för sin by.